# Marquesado de los Altares
Marqués de los Altares es un título nobiliario español. Fue creado por la reina Isabel II, mediante Real Decreto del 11 de mayo de 1860 y Real Despacho del 9 de junio siguiente, en favor de Pedro de Inguanzo y Porres, que era a la sazón marqués viudo de Espeja, senador vitalicio nombrado por la misma reina y caballero maestrante de la Real de Granada, y había sido también diputado a Cortes y comandante del Batallón de Voluntarios Realistas del Naranco.
El concesionario era hijo y sucesor de Juan Antonio de Inguanzo y Rivero, poseedor de numerosos mayorazgos, patronatos y oficios perpetuos en el Oriente de Asturias, oidor de la Real Audiencia de Sevilla y regente de la de Extremadura, alcalde de Casa y Corte, del Consejo de S.M. en el Supremo de Castilla y juez especial en la famosa causa de El Escorial, y de Antonia María de Porres Eraso y Topete, su mujer, natural de Brozas e hija a su vez de los IV condes de Canilleros. Y sobrino carnal del cardenal Pedro de Inguanzo y Rivero, arzobispo de Toledo, consejero de Estado, miembro de la Junta Suprema y Soberana de Asturias, diputado a las Cortes de Cádiz y académico de la Real de la Historia.

## El Palacio de los Altares
La denominación del marquesado aludía al Palacio de los Altares que poseía el concesionario en el paraje de Pancar y aldea de la Carúa, arrabal de la villa asturiana de Llanes y feligresía de Santa María del Concejo de dicha villa.

## Lista de titulares
|                        | Titular                                       | Periodo                |
| Creación por Isabel II | Creación por Isabel II                        | Creación por Isabel II |
| ---------------------- | --------------------------------------------- | ---------------------- |
| I                      | Pedro de Inguanzo y Porres                    | 1860-1876              |
| II                     | María Teresa de Estrada Inguanzo y Álvarez    | 1876-1879              |
| III                    | María de la Consolación de Porres y Mendoza   | 1879-1901              |
| IV                     | María de la Consolación Bustillo y Mendoza    | 1903-1913              |
| V                      | José María Bernaldo de Quirós y Bustillo      | 1914-1967              |
| VI                     | Beatriz Muñoz de San Pedro y Flores de Lizaur | 1968-2002              |
| VII                    | Antonio Rueda y Muñoz de San Pedro            | 2002-hoy               |

## Historia genealógica

### Linaje de Inguanzo
El primer poseedor del mayorazgo de la Carúa o casa de los Altares fue
• Juan González de Inguanzo, nacido hacia 1560, a quien su tío Juan del Castillo designó para poseer dicho vínculo en 1576, como queda dicho. Casó con María Sánchez y fueron padres de
1. otro Juan González de Inguanzo, que sigue,
2. Álvaro de Inguanzo
3. y Pedro de Inguanzo.

• Juan González de Inguanzo, segundo del nombre, señor de la casa de la Carúa, casó con María Sánchez Carrera, hija de Juan Carrera y de Juana González; y de este matrimonio nacieron 
1. el Licenciado Antonio de Inguanzo, que sigue,
2. Mencía de Inguanzo,
3. Toribia de Inguanzo, mujer de Juan Ortiz,
4. y María Sánchez, que casó con Martín Sánchez.

• El licenciando Antonio de Inguanzo sucedió en la casa paterna, donde nacería hacia 1615. Probablemente en vida de este señor fue erigida en iglesia parroquial su capilla de San Román, inmediata al palacio de los Altares, como hijuela de Santa María del Concejo. Casó con Toribia de Posada Estrada, que era hermana e inmediata sucesora de Toribio de Posada Estrada, señor del palacio de la Herrería en la parroquia de San Pedro de Vibaño, y dueño de la hacienda y capilla de Nuestra Señora de Gracia en el lugar y parroquia de Nuestra Señora de Covadonga de los Callejos, hijuela de Santa Eulalia de Ardisana, todo en el concejo de Llanes; y hermana también del presbítero Pedro de Posada Estrada, fundador de la capilla del Ángel de la Guarda en la parroquial de Vibaño y del hospital y capilla de San Pelayo en la villa de Cangas de Onís. Hija de Pedro de Posada, señor de la casa de la Herrería, y de Juana de Estrada, su segunda mujer, y nieta de Juan de Posada de Meré y de María Suárez de Intriago, señores de la misma casa y fundadores de la citada capilla de los Callejos. Tuvieron por hijos a 
1. Antonio de Inguanzo Posada, arcipreste y cura beneficiado de Llanes, que fundó en el sitio de la Herrería, donde tenía su casa de habitación, una ermita con el título de San Pedro Regalado y San Antonio de Padua, bendecida y consagrada el 19 de noviembre de 1700, como lo fue la de San Antonio de Padua, en la Venta Nueva, el 8 de abril de 1717;
2. Juan Antonio de Inguanzo y Posada, que sigue,
3. Pedro de Inguanzo y Posada, que fue cura de la iglesia de San Román de Llanes, patronato de su familia.
4. Jerónimo de Inguanzo y Posada,
5. y Ana María de Inguanzo y Posada

• Juan Antonio de Inguanzo y Posada sucedió en las casas y vínculos de los Altares, la Herrería y los Callejos. Este señor y sus hermanos fueron los primeros varones de su linaje que tuvieron tratamiento de don. Casó con Francisca de Posada Pariente, hija de Juan de Posada Pariente, señor de la casa de estos apellidos en la plaza del Mercado de la villa de Llanes, y de Inés de Mendoza y Posada; nieta de García de Posada Pariente y de María Alonso de Mendoza, su segunda mujer, y materna de Juan de Mendoza y Posada, señor de la torre de Andrín, y de Leonor de Posada, señora de la casa de Variales en el lugar de Turanzas y parroquia de Santa María de Posada, todo en el concejo de Llanes. Tuvieron por hijos a 
1. Antonio de Inguanzo y Posada, que sigue,
2. y a Manuela de Inguanzo.

• Antonio de Inguanzo y Posada, sucesor en los vínculos y vecino de su palacio de la Herrería, nació hacia 1670 y casó con María Manuela de Cebos y Barreda, hija única de Pedro Sánchez de Cebos y de Jerónima de la Barreda; nieta de Alejandro Sánchez de Ilcedo y de Toribia de Cebos su mujer; y biznieta de Pedro Sánchez de Ilcedo y de Catalina García; «por cuyo matrimonio se agregó a la casa de Inguanzo y de la Herrería el sitio y posesiones de la Venta Nueva y los Callejos de Ardisana». Fueron sus hijos
1. Juan Antonio de Inguanzo y Posada, que sigue,
2. Teresa de Inguanzo y Cebos,
3. Pedro de Inguanzo y Cebos, canónigo de la Catedral de Oviedo,
4. Ana María de Inguanzo y Cebos, que casó con Manuel del Hoyo,
5. y Francisca de Inguanzo y Cebos.

• Juan Antonio de Inguanzo y Posada, señor de las casas de los Altares, la Herrería y los Callejos y patrono de la iglesia de San Román de Llanes, nació hacia 1697 y falleció el 7 de mayo de 1735. Casó con María Rosa de Posada Arnero y Pérez de Bulnes, natural y señora de la casa de su apellido en el lugar de Sirviella, parroquia y concejo de Santa Eulalia de Onís, primogénita y sucesora de Diego de Posada y Arnero, señor de dicha casa y de otra de su apellido en el valle y parroquia de Ardisana, concejo de Llanes, y de Antonia Bernarda Pérez de Bulnes y González de Buerdo, su segunda mujer, señora de las casas de sus apellidos en el concejo de Cabrales; nieta de Juan de Posada de Onís, señor de dichas casas de Posada, y de Toribia Fernández Arnero, y materna del capitán Fernando Pérez de Bulnes, señor de esta casa en Poo de Cabrales, y de Toribia González de Buerdo, su segunda mujer, señora de la casa de Carreña en el mismo concejo. Juan Antonio de Inguanzo y María Rosa de Posada eran vecinos de la parroquia de Vibaño en 1749, y procrearon a

### Concesionario del marquesado
El título fue creado en 1860 en favor de
• Pedro Fermín de Inguanzo y Porres (1807-1874), I marqués de los Altares.

Casó en Madrid con María de la Concepción del Águila y Ceballos, XI marquesa de Espeja, que falleció en Llanes el 18 de septiembre de 1855 de la misma epidemia de cólera de que murió su suegra. Era hermana y sucesora de Pedro, el anterior marqués, que murió mozo y sin prole, e hija del mariscal de campo Luis del Águila y Fernández de Alvarado, IX marqués de Espeja, embajador de S.M.C., caballero de la Orden de Carlos III, natural de Ciudad Rodrigo, y de Josefa de Ceballos y Álvarez de Faria, natural de Aranjuez, dama noble de María Luisa; nieta de Ramón del Águila y Corbalán, VIII marqués de Espeja, natural de Ciudad Rodrigo, y de Josefa Fernández de Alvarado y Lezo, que lo era de Zamora, de los marqueses de Tabalosos, y materna de Pedro de Ceballos Guerra de la Vega, ministro del Rey Fernando VII, y de Felipa Álvarez de Faria y Palliza, hermana de la I marquesa de Gracia Real. Tuvieron varios hijos que murieron en la infancia, y el único que llegó a la pubertad fue

### Primera sucesión por línea vincular
Al morir sin descendencia el I marqués de los Altares, habiéndose producido la Desvinculación, quedaron extinguidos todos los mayorazgos que poseía. Dejó por heredera universal a su prima carnal Consolación de Porres y Mendoza, condesa de Canilleros, de la que hablaremos más abajo porque fue también la III marquesa de los Altares.

Pero en el marquesado de los Altares sucedió por Real Carta de 8 de noviembre de 1876
• María del Carmen Teresa de Estrada Inguanzo y Álvarez, II marquesa de los Altares, que se había subrogado en la primogenitura del linaje de Inguanzo como tataranieta que era de Rafael de Estrada Nora y de Manuela de Inguanzo y Posada, arriba citados.

### Pleito y adjudicación a los Porres
La segunda marquesa fue desposeída del título por sentencia firme de la Sala Segunda de la Audiencia de Madrid de 4 de julio de 1878, en cuya ejecución se expidió Real Carta el 27 de enero de 1879 a favor de
• María de la Consolación de Porres y Mendoza (1836-1901), III marquesa de los Altares.

### Transmisión por línea bastarda
• María de la Consolación Bustillo y Mendoza (1870-1913), IV marquesa de los Altares y dueña del palacio de igual denominación. Natural de Madrid, fue bautizada en la parroquial de San Martín el 11 de octubre de 1870 y murió en la misma corte el 21 de octubre de 1913.

Casó en Llanes el 1.º de septiembre de 1888 con Rafael Bernaldo de Quirós y Mier, natural del palacio de la Espriella sito en la parroquia llanisca de Villahormes, que fue bautizado en San Miguel el 10 de febrero de 1862 y murió el 12 de octubre de 1927 en el palacio de los Altares. Era el tercer hijo varón de José Bernaldo de Quirós y Peón, señor nominativo de Olloniego, y de Amalia de Mier y Antayo, su mujer, ...

En 1914 sucedió su hijo
• José María Bernaldo de Quirós y Bustillo (1890-1967), V marqués de los Altares.

Casó dos veces: primera con María de los Ángeles (Ángela) Brea y González, camarera de Santa Rita de Casia y esclava de Nuestro Padre Jesús de Medinaceli, que falleció en Madrid el 26 de marzo de 1952, y en segundas nupcias con María del Carmen Segovia y Jiménez, que le sobrevivió titulándose marquesa viuda. De ninguna tuvo descendencia.

### Vuelta a la línea legítima
En 1968 sucedió
• Beatriz Muñoz de San Pedro y Flores de Liazur (n. en 1926), XI condesa de Canilleros y III de San Miguel, VI marquesa de los Altares y de Cerverana, XI vizcondesa de Peñaparda de Flores, II baronesa de Campo de Águilas.

Casó con Arsenio Rueda y Sánchez-Malo y distribuyó sus títulos entre los hijos que tuvieron:
 

### Actual titular
En 2002 sucedió por distribución y cesión su hijo
• Antonio Rueda y Muñoz de San Pedro, VII y actual marqués de los Altares.
Casó con Cristina López-Schümmer y Treviño, hija de José Luis López-Schümmer del Rincón y Rosario Treviño Rosales, hermana de la marquesa de Loreto